# Eparchia dżankojska
Eparchia dżankojska – jedna z eparchii Rosyjskiego Kościoła Prawosławnego, z siedzibą w Dżankoju.

Eparchia dżankojska na tle podziału administracyjnego UKP PM

Erygowana przez Święty Synod Ukraińskiego Kościoła Prawosławnego w 2008 poprzez wydzielenie z eparchii symferopolskiej i krymskiej. W 2022 r. została przeniesiona w bezpośrednią jurysdykcję Rosyjskiego Kościoła Prawosławnego. 
Na terenie eparchii działa męski monaster Przemienienia Pańskiego w Rozdolnem.

## Biskupi dżankojscy
- Nektariusz (Frołow), 2008–2009
- Alipiusz (Kozoli), 2010–2021 (od 2016 arcybiskup, od 2019 metropolita)
- Aleksy (Owsiannikow), od 2022[5]